# Hon'inbō 1951
L'Hon'inbō 1951 è stata la sesta edizione del torneo goistico giapponese Hon'inbō.

## Formula
Ci furono due fasi di qualificazione, nel primo ci furono cinque tornei ad eliminazione diretta che videro vincitori Eio Sakata, Itaro Mitsuhara, Shuyo Miyashita, Masami Shinohara e Reiki Magari. Ai cinque vincitori si aggiunsero i cinque che si erano qualificati tramite il loro piazzamento nell'edizione precedente. 
In questa successiva fase i dieci giocatori si affrontarono in un torneo con incontri casuali in cui ogni giocatore si qualificava ottenendo due vittorie o veniva eliminato dopo due sconfitte. Al termine dei tre turni di gioco ad aver ottenuto due vittorie erano Kitani, Sakata, Fujisawa, Hasegawa e Takagawa. Il sesto giocatore del torneo finale di qualificazione fu lo sfidante sconfitto dell'anno precedente Kaoru Iwamoto.
I vincitore del torneo finale di qualificazione otteneva il diritto di sfidare il detentore in un match di sette partite.

## Qualificazione

### Prima Fase
|  | Quarti di finale    | Quarti di finale    | Quarti di finale |                 |               | Semifinali    | Semifinali | Semifinali |  |  | Finale | Finale | Finale |  |
|  |                     |                     |                  |                 |               |               |            |            |  |  |        |        |        |  |
|  | Nobuaki Maeda       | Nobuaki Maeda       | 1                |                 |               |               |            |            |  |  |        |        |        |  |
|  | Nobuaki Maeda       | Nobuaki Maeda       | 1                |                 |               |               |            |            |  |  |        |        |        |  |
|  | Yoshinori Murashima | Yoshinori Murashima | 0                |                 |               |               |            |            |  |  |        |        |        |  |
|  | Yoshinori Murashima | Yoshinori Murashima | 0                |                 | Nobuaki Maeda | Nobuaki Maeda | 1          |            |  |  |        |        |        |  |
|  |                     |                     |                  |                 | Nobuaki Maeda | Nobuaki Maeda | 1          |            |  |  |        |        |        |  |
|  |                     |                     | Michiharu Sakai  | Michiharu Sakai | 0             |               |            |            |  |  |        |        |        |  |
|  | Michiharu Sakai     | Michiharu Sakai     | Michiharu Sakai  | Michiharu Sakai | 0             | 1             |            |            |  |  |        |        |        |  |
|  | Michiharu Sakai     | Michiharu Sakai     |                  |                 |               |               |            |            |  |  |        |        |        |  |
|  | Sunao Sato          | Sunao Sato          | 0                |                 |               |               |            |            |  |  |        |        |        |  |
|  | Sunao Sato          | Sunao Sato          | 0                |                 | Nobuaki Maeda | Nobuaki Maeda | 0          |            |  |  |        |        |        |  |
|  |                     |                     |                  |                 |               |               |            |            |  |  |        |        |        |  |
|  |                     |                     | Eio Sakata       | Eio Sakata      | 1             |               |            |            |  |  |        |        |        |  |
|  | Eio Sakata          | Eio Sakata          | Eio Sakata       | Eio Sakata      | 1             | 1             |            |            |  |  |        |        |        |  |
|  | Eio Sakata          | Eio Sakata          |                  |                 |               |               |            |            |  |  |        |        |        |  |
|  | Takeo Kajiwara      | Takeo Kajiwara      | 0                |                 |               |               |            |            |  |  |        |        |        |  |
|  | Takeo Kajiwara      | Takeo Kajiwara      | 0                |                 | Eio Sakata    | Eio Sakata    | 1          |            |  |  |        |        |        |  |
|  |                     |                     |                  |                 | Eio Sakata    | Eio Sakata    | 1          |            |  |  |        |        |        |  |
|  |                     |                     | Kazuo Sometani   | Kazuo Sometani  | 0             |               |            |            |  |  |        |        |        |  |
|  | Kazuo Sometani      | Kazuo Sometani      | Kazuo Sometani   | Kazuo Sometani  | 0             | 1             |            |            |  |  |        |        |        |  |
|  | Kazuo Sometani      | Kazuo Sometani      |                  |                 |               |               |            |            |  |  |        |        |        |  |
|  | Yoshio Segawa       | Yoshio Segawa       | 0                |                 |               |               |            |            |  |  |        |        |        |  |

|  | Quarti di finale    | Quarti di finale    | Quarti di finale  |                   |                 | Semifinali      | Semifinali | Semifinali |  |  | Finale | Finale | Finale |  |
|  |                     |                     |                   |                   |                 |                 |            |            |  |  |        |        |        |  |
|  | Yutaro Nakamura     | Yutaro Nakamura     | 0                 |                   |                 |                 |            |            |  |  |        |        |        |  |
|  | Yutaro Nakamura     | Yutaro Nakamura     | 0                 |                   |                 |                 |            |            |  |  |        |        |        |  |
|  | Shuyo Miyashita     | Shuyo Miyashita     | 1                 |                   |                 |                 |            |            |  |  |        |        |        |  |
|  | Shuyo Miyashita     | Shuyo Miyashita     | 1                 |                   | Shuyo Miyashita | Shuyo Miyashita | 1          |            |  |  |        |        |        |  |
|  |                     |                     |                   |                   | Shuyo Miyashita | Shuyo Miyashita | 1          |            |  |  |        |        |        |  |
|  |                     |                     | Hideyuki Fujisawa | Hideyuki Fujisawa | 0               |                 |            |            |  |  |        |        |        |  |
|  | Hideyuki Fujisawa   | Hideyuki Fujisawa   | Hideyuki Fujisawa | Hideyuki Fujisawa | 0               | 1               |            |            |  |  |        |        |        |  |
|  | Hideyuki Fujisawa   | Hideyuki Fujisawa   |                   |                   |                 |                 |            |            |  |  |        |        |        |  |
|  | Shigeyuki Takahashi | Shigeyuki Takahashi | 0                 |                   |                 |                 |            |            |  |  |        |        |        |  |
|  | Shigeyuki Takahashi | Shigeyuki Takahashi | 0                 |                   | Shuyo Miyashita | Shuyo Miyashita | 1          |            |  |  |        |        |        |  |
|  |                     |                     |                   |                   |                 |                 |            |            |  |  |        |        |        |  |
|  |                     |                     | Ichiro Nabeshima  | Ichiro Nabeshima  | 0               |                 |            |            |  |  |        |        |        |  |
|  | bye                 |                     | Ichiro Nabeshima  | Ichiro Nabeshima  | 0               |                 |            |            |  |  |        |        |        |  |
|  |                     |                     |                   |                   |                 |                 |            |            |  |  |        |        |        |  |
|  | Shin Tainaka        |                     |                   |                   |                 |                 |            |            |  |  |        |        |        |  |
|  |                     | Shin Tainaka        | Shin Tainaka      | 0                 |                 |                 |            |            |  |  |        |        |        |  |
|  |                     |                     |                   | 0                 |                 |                 |            |            |  |  |        |        |        |  |
|  |                     |                     | Ichiro Nabeshima  | Ichiro Nabeshima  | 1               |                 |            |            |  |  |        |        |        |  |
|  | bye                 |                     | Ichiro Nabeshima  | Ichiro Nabeshima  | 1               |                 |            |            |  |  |        |        |        |  |
|  |                     |                     |                   |                   |                 |                 |            |            |  |  |        |        |        |  |
|  | Ichiro Nabeshima    |                     |                   |                   |                 |                 |            |            |  |  |        |        |        |  |

|  | Quarti di finale    | Quarti di finale    | Quarti di finale |                  |                     | Semifinali          | Semifinali | Semifinali |  |  | Finale | Finale | Finale |  |
|  |                     |                     |                  |                  |                     |                     |            |            |  |  |        |        |        |  |
|  | Arata Nakagawa      |                     |                  |                  |                     |                     |            |            |  |  |        |        |        |  |
|  |                     |                     |                  |                  |                     |                     |            |            |  |  |        |        |        |  |
|  | bye                 |                     |                  |                  |                     |                     |            |            |  |  |        |        |        |  |
|  |                     | Arata Nakagawa      | Arata Nakagawa   | 0                |                     |                     |            |            |  |  |        |        |        |  |
|  |                     |                     |                  | 0                |                     |                     |            |            |  |  |        |        |        |  |
|  |                     |                     | Toshiro Yamabe   | Toshiro Yamabe   | 1                   |                     |            |            |  |  |        |        |        |  |
|  | Toshiro Yamabe      |                     | Toshiro Yamabe   | Toshiro Yamabe   | 1                   |                     |            |            |  |  |        |        |        |  |
|  |                     |                     |                  |                  |                     |                     |            |            |  |  |        |        |        |  |
|  | bye                 |                     |                  |                  |                     |                     |            |            |  |  |        |        |        |  |
|  |                     | Toshiro Yamabe      | Toshiro Yamabe   | 0                |                     |                     |            |            |  |  |        |        |        |  |
|  |                     |                     |                  |                  |                     |                     |            |            |  |  |        |        |        |  |
|  |                     |                     | Masami Shinohara | Masami Shinohara | 1                   |                     |            |            |  |  |        |        |        |  |
|  | Goro Suzuki         | Goro Suzuki         | Masami Shinohara | Masami Shinohara | 1                   | 0                   |            |            |  |  |        |        |        |  |
|  | Goro Suzuki         | Goro Suzuki         |                  |                  |                     |                     |            |            |  |  |        |        |        |  |
|  | Toshihiro Shimamura | Toshihiro Shimamura | 1                |                  |                     |                     |            |            |  |  |        |        |        |  |
|  | Toshihiro Shimamura | Toshihiro Shimamura | 1                |                  | Toshihiro Shimamura | Toshihiro Shimamura | 0          |            |  |  |        |        |        |  |
|  |                     |                     |                  |                  | Toshihiro Shimamura | Toshihiro Shimamura | 0          |            |  |  |        |        |        |  |
|  |                     |                     | Masami Shinohara | Masami Shinohara | 1                   |                     |            |            |  |  |        |        |        |  |
|  | Masami Shinohara    | Masami Shinohara    | Masami Shinohara | Masami Shinohara | 1                   | 1                   |            |            |  |  |        |        |        |  |
|  | Masami Shinohara    | Masami Shinohara    |                  |                  |                     |                     |            |            |  |  |        |        |        |  |
|  | Kazuo Mukai         | Kazuo Mukai         | 0                |                  |                     |                     |            |            |  |  |        |        |        |  |

|  | Quarti di finale | Quarti di finale | Quarti di finale |                 |                 | Semifinali      | Semifinali | Semifinali |  |  | Finale | Finale | Finale |  |
|  |                  |                  |                  |                 |                 |                 |            |            |  |  |        |        |        |  |
|  | Masao Sugiuchi   | Masao Sugiuchi   | 1                |                 |                 |                 |            |            |  |  |        |        |        |  |
|  | Masao Sugiuchi   | Masao Sugiuchi   | 1                |                 |                 |                 |            |            |  |  |        |        |        |  |
|  | Hisashi Seo      | Hisashi Seo      | 0                |                 |                 |                 |            |            |  |  |        |        |        |  |
|  | Hisashi Seo      | Hisashi Seo      | 0                |                 | Masao Sugiuchi  | Masao Sugiuchi  | 0          |            |  |  |        |        |        |  |
|  |                  |                  |                  |                 | Masao Sugiuchi  | Masao Sugiuchi  | 0          |            |  |  |        |        |        |  |
|  |                  |                  | Takeshi Sumino   | Takeshi Sumino  | 1               |                 |            |            |  |  |        |        |        |  |
|  | Senjin Hosokawa  | Senjin Hosokawa  | Takeshi Sumino   | Takeshi Sumino  | 1               | 0               |            |            |  |  |        |        |        |  |
|  | Senjin Hosokawa  | Senjin Hosokawa  |                  |                 |                 |                 |            |            |  |  |        |        |        |  |
|  | Takeshi Sumino   | Takeshi Sumino   | 1                |                 |                 |                 |            |            |  |  |        |        |        |  |
|  | Takeshi Sumino   | Takeshi Sumino   | 1                |                 | Takeshi Sumino  | Takeshi Sumino  | 0          |            |  |  |        |        |        |  |
|  |                  |                  |                  |                 |                 |                 |            |            |  |  |        |        |        |  |
|  |                  |                  | Itaro Mitsuhara  | Itaro Mitsuhara | 1               |                 |            |            |  |  |        |        |        |  |
|  | Itaro Mitsuhara  | Itaro Mitsuhara  | Itaro Mitsuhara  | Itaro Mitsuhara | 1               | 1               |            |            |  |  |        |        |        |  |
|  | Itaro Mitsuhara  | Itaro Mitsuhara  |                  |                 |                 |                 |            |            |  |  |        |        |        |  |
|  | Shuchi Kubouchi  | Shuchi Kubouchi  | 0                |                 |                 |                 |            |            |  |  |        |        |        |  |
|  | Shuchi Kubouchi  | Shuchi Kubouchi  | 0                |                 | Itaro Mitsuhara | Itaro Mitsuhara | 1          |            |  |  |        |        |        |  |
|  |                  |                  |                  |                 | Itaro Mitsuhara | Itaro Mitsuhara | 1          |            |  |  |        |        |        |  |
|  |                  |                  | Kensho Suzuki    | Kensho Suzuki   | 0               |                 |            |            |  |  |        |        |        |  |
|  | Kensho Suzuki    | Kensho Suzuki    | Kensho Suzuki    | Kensho Suzuki   | 0               | 1               |            |            |  |  |        |        |        |  |
|  | Kensho Suzuki    | Kensho Suzuki    |                  |                 |                 |                 |            |            |  |  |        |        |        |  |
|  | Hitomi Fujiki    | Hitomi Fujiki    | 0                |                 |                 |                 |            |            |  |  |        |        |        |  |

|  | Semifinali       | Semifinali       | Semifinali   |              |             | Finale      | Finale | Finale |  |
|  |                  |                  |              |              |             |             |        |        |  |
|  | Masayoshi Fukuda | Masayoshi Fukuda | 0            |              |             |             |        |        |  |
|  | Masayoshi Fukuda | Masayoshi Fukuda | 0            |              |             |             |        |        |  |
|  | Yukio Okubo      | Yukio Okubo      | 1            |              |             |             |        |        |  |
|  | Yukio Okubo      | Yukio Okubo      | 1            |              | Yukio Okubo | Yukio Okubo | 0      |        |  |
|  |                  |                  |              |              | Yukio Okubo | Yukio Okubo | 0      |        |  |
|  |                  |                  | Reiki Magari | Reiki Magari | 1           |             |        |        |  |
|  | Yoshiro Miwa     | Yoshiro Miwa     | Reiki Magari | Reiki Magari | 1           | 0           |        |        |  |
|  | Yoshiro Miwa     | Yoshiro Miwa     |              |              |             |             |        |        |  |
|  | Reiki Magari     | Reiki Magari     | 1            |              |             |             |        |        |  |

### Seconda fase
| Giocatore        | I partita              | II partita             | III partita           | Esito       |
| ---------------- | ---------------------- | ---------------------- | --------------------- | ----------- |
| Minoru Kitani    | Vittoria vs Takagawa   | Vittoria vs Mitsuhara  | Non necessaria        | Qualificato |
| Kaku Takagawa    | Sconfitta vs Kitani    | Vittoria vs Fujisawa   | Vittoria vs Miyashita | Qualificato |
| Itaro Mitsuhara  | Vittoria vs Hasegawa   | Sconfitta vs Kitani    | Sconfitta vs Fujisawa | Eliminato   |
| Hosai Fujisawa   | Vittoria vs Miyashita  | Sconfitta vs Takagawa  | Vittoria vs Mitsuhara | Qualificato |
| Akira Hasegawa   | Sconfitta vs Mitsuhara | Vittoria vs Shinohara  | Vittoria vs Magari    | Qualificato |
| Shuyo Miyashita  | Sconfitta vs Fujisawa  | Vittoria vs Hayashi    | Sconfitta vs Takagawa | Eliminato   |
| Masami Shinohara | Sconfitta vs Magari    | Sconfitta vs Hasegawa  | Non necessaria        | Eliminato   |
| Yutaro Hayashi   | Sconfitta vs Sakata    | Sconfitta vs Miyashita | Non necessaria        | Eliminato   |
| Reiki Magari     | Vittoria vs Shinohara  | Sconfitta vs Sakata    | Sconfitta vs Hasegawa | Eliminato   |
| Eio Sakata       | Vittoria vs Hayashi    | Vittoria vs Magari     | Non necessaria        | Qualificato |

## Torneo finale di qualificazione
| Giocatore      | M.K.  | A.H.  | E.S.  | H.F.  | K.I.  | K.T.  | Risultato | Note                    |
| -------------- | ----- | ----- | ----- | ----- | ----- | ----- | --------- | ----------------------- |
| Minoru Kitani  | –     | W+5,5 | X     | W+R   | X     | B+R   | 3-2       |                         |
| Akira Hasegawa | X     | –     | W+3,5 | X     | B+R   | W+R   | 3-2       |                         |
| Eio Sakata     | B+3,5 | X     | –     | B+3,5 | X     | W+3,5 | 3-2       | Qualificato alla finale |
| Hosai Fujisawa | X     | B+R   | X     | –     | B+3,5 | X     | 2-3       |                         |
| Kaoru Iwamoto  | W+R   | X     | B+2,5 | X     | –     | X     | 2-3       | Retrocesso              |
| Kaku Takagawa  | X     | X     | X     | B+R   | W+6,5 | –     | 2-3       | Retrocesso              |

I tre giocatori con 3 vittorie disputarono dei playoff per decretare lo sfidante al titolo, da questi playoff uscì vincitore Eio Sakata, che vinse entrambe le partite contro Hasegawa (B+R) e Kitani (W+9,5). Il terzo incontro tra i due eliminati vide vincitore Kitani (W+R).
Analogamente i tre giocatori con 2 vittorie disputarono dei playoff per decretare i due retrocessi, che furono Kaoru Iwamoto e Kaku Takagawa.